# Geschichte von Syrakus
Die Geschichte der Stadt Syrakus begann 734 v. Chr., als griechische Siedler an der Südostküste Siziliens die Stadt Syrakus (altgriechisch Συράκουσαι Syrákusai) gründeten. In den folgenden Jahrhunderten entwickelte sich die Stadt zur größten und mächtigsten Stadt des antiken Siziliens und zu dessen kulturellem Zentrum. Lange Zeit konnte Syrakus den Angriffen fremder Eroberer standhalten. 212 v. Chr. geriet es unter die Herrschaft der Römer und wurde erste römische Provinzhauptstadt. Die Stadt hatte in der Antike bis zu 200.000 Bewohner, deutlich mehr als heute. Unter arabischer Herrschaft im 9. Jahrhundert verlor Syrakus seine Vormachtstellung an Palermo, das zur neuen Hauptstadt Siziliens ausgebaut wurde.
Heute ist Syrakus Siziliens viertgrößte Stadt und Hauptstadt des Freien Gemeindekonsortiums Syrakus. Aufgrund der archäologischen Fundstätten und Bauten, die die Geschichte der Stadt von ihrer Gründung bis in die Neuzeit widerspiegeln, erklärte die UNESCO Syrakus 2005 zum Weltkulturerbe.

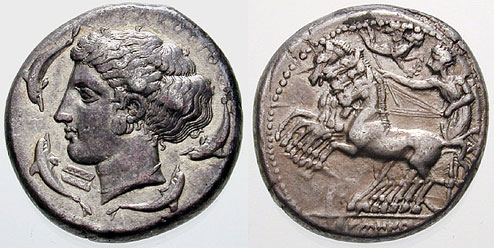
Antike Münzen aus Syrakus

## Vorgeschichte

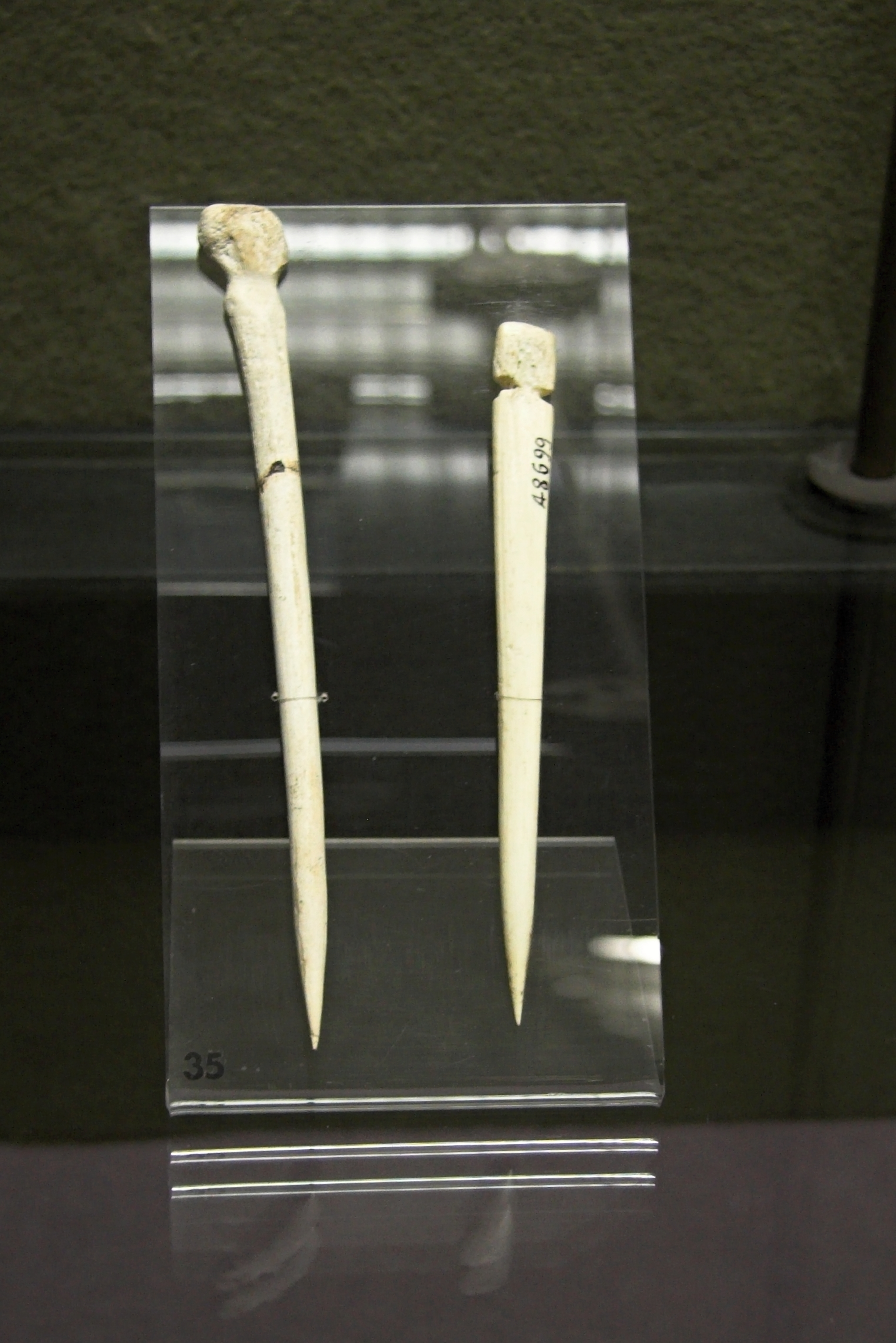
Knochennadeln, entstanden zwischen 3200 und 2500 v. Chr.

### Bronzezeit
In der Gegend um Syrakus siedelten ab etwa der Mitte des 2. Jahrtausends v. Chr. Menschen, deren Hinterlassenschaften mit der bronzezeitlichen Thapsos-Kultur zu verbinden sind. Ab dem 14. Jahrhundert v. Chr. scheint sich der Ort, an dem später Syrakus gegründet wurde, neben Thapsos, Scoglio del Tonno (Tarent) und Lipari zu einer der wichtigsten Stationen im Handel zwischen dem östlichen und westlichen Mittelmeerraum entwickelt zu haben. Die Zeit vor der Besiedlung von Syrakus durch die Griechen ist bisher nicht gut erforscht, unter den sporadischen Funden aus der Bronzezeit waren aber bereits u. a. mykenische und zypriotische Keramik sowie ein zylinderförmiges Siegel ostmediterraner Herkunft. Im 13. Jahrhundert werden viele küstennahe Siedlungen im Osten Siziliens zerstört oder verlassen, insbesondere in der Region von Syrakus. Die Hinterlassenschaften neuer Bewohner zeigen starke Verbindungen zum italienischen Festland, im Gegensatz zur vorausgegangenen Thapsos-Kultur. Wahrscheinlich sind diese Ereignisse mit der in antiken Quellen beschriebenen Ankunft der Sikeler in Ostsizilien zu verbinden, bei der die bisherige Bevölkerung – die Sikaner antiker Quellen – nach Westen verdrängt wurde.

## Griechische Antike

### Archaische Zeit
Der Ortsname wurde von dem ausgedehnten Sumpfgebiet Syrákō abgeleitet, das sich an den Ufern der hier ins Mittelmeer mündenden Flüsse Anapo und Ciane befand.
Im Jahr 734 v. Chr. unterwarfen dorische Siedler aus Korinth unter der Führung von Archias die Sikeler, ließen sich auf der Insel Ortygia nieder und gründeten die Stadt Syrákusai. Die 40 Hektar große Insel liegt nur durch eine enge Durchfahrt vom Festland getrennt zwischen zwei Naturhäfen und war daher gut zu verteidigen.
Durch die günstige Lage am Ionischen Meer, die den Handel mit Korinth und anderen Städten im östlichen Mittelmeerraum ermöglichte, gelangte die Stadt zu Reichtum und dehnte sich rasch auf das Festland aus, wo der Stadtteil Achradina entstand. Auch Tochterstädte wurden gegründet, wie 664 v. Chr. Akrai, 644 v. Chr. Kasmenai und 589 v. Chr. Kamarina.

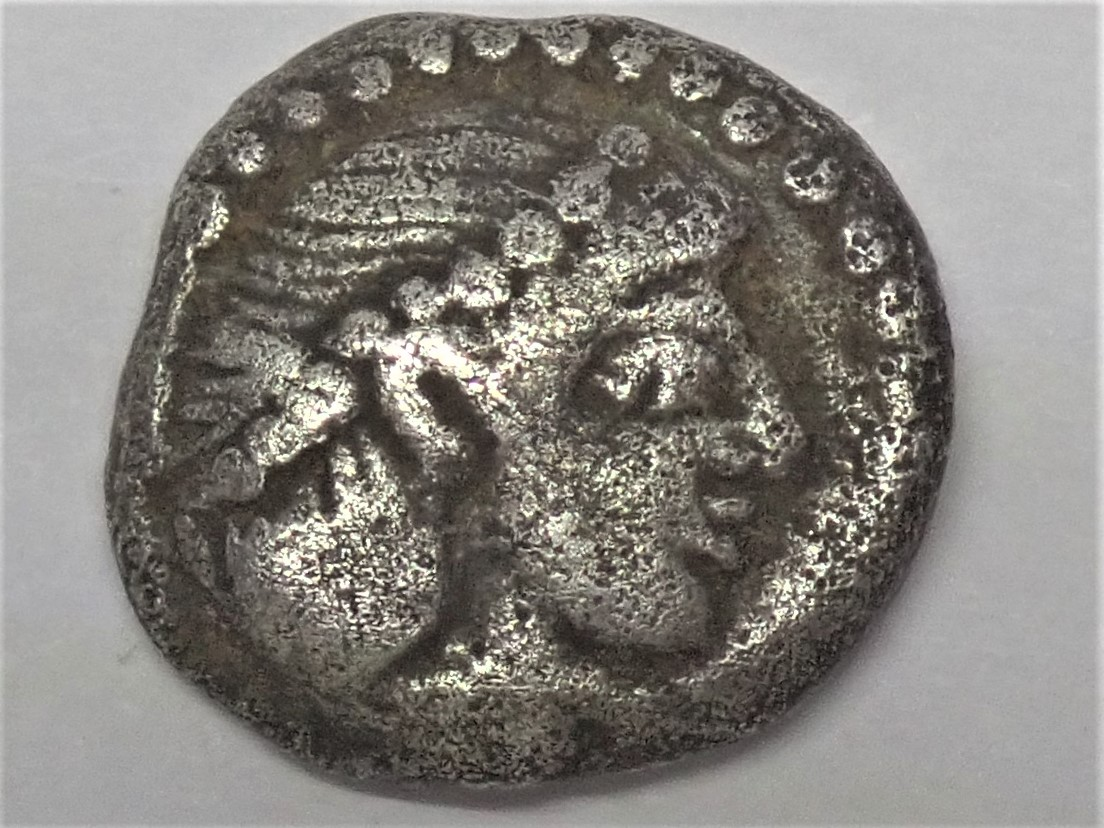
Syrakuser Hemiobol, Kopf der Artemis, ca. 485–478 v. Chr.

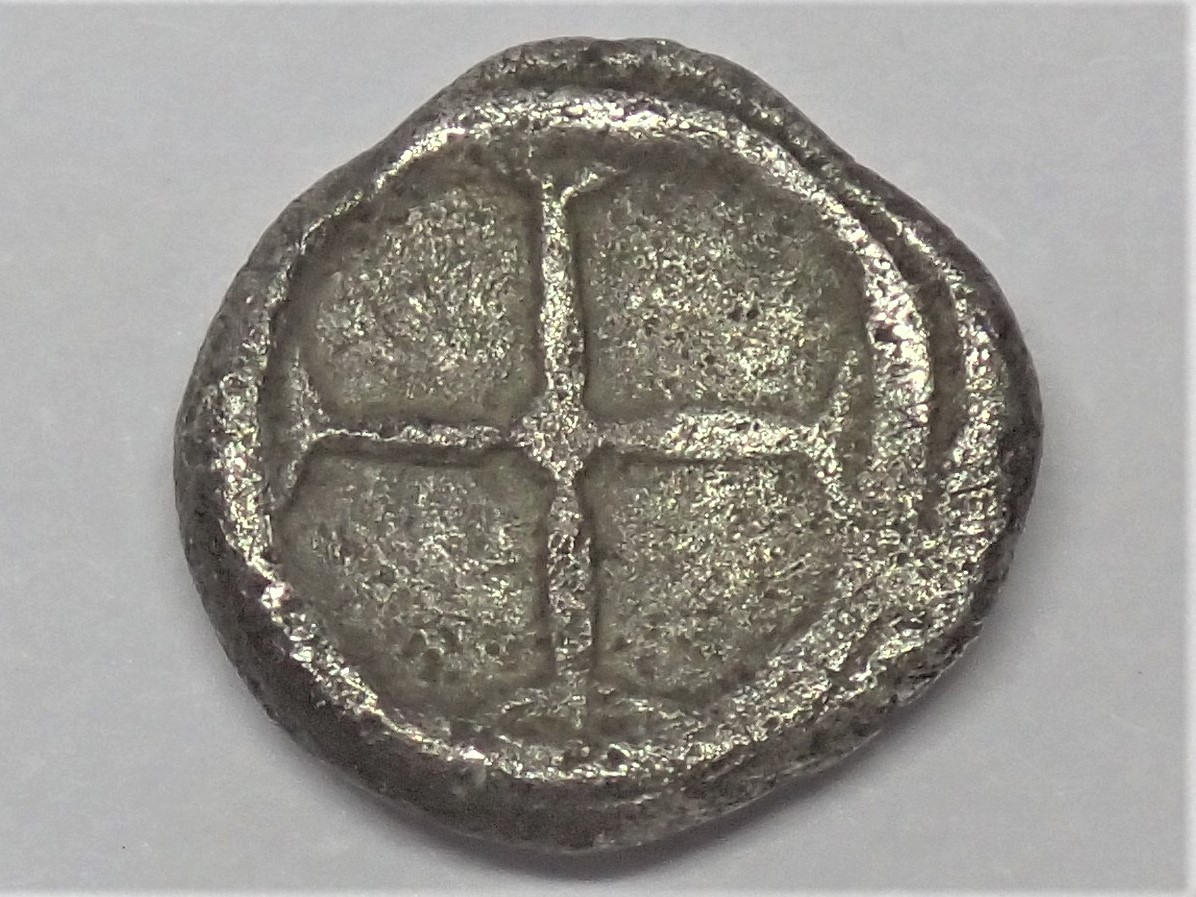
Syrakuser Hemiobol, vierspeichiges Rad

Ab 580 v. Chr. prägte die Stadt ihre eigenen Münzen. Im Umlauf waren z. B. Tetradrachmen, die einen Wagenlenker mit Viergespann, entsprechend dem Wert von vier Drachmen, und den Kopf der griechischen Nymphe Arethusa mit vier Delphinen abbildeten. Häufiger wurden kleinere, weniger aufwändige Münzen geprägt, so der Obolus, der 1/6 einer Drachme galt und sein Halbstück, der Hemiobol. Arethusa verwandelte sich einst der Sage nach in die Süßwasserquelle, die auf Ortygia entspringt. Um 575 v. Chr. wurde der Apollontempel, der älteste bekannte griechische Tempel auf Sizilien, errichtet.

### Ältere Tyrannis und Demokratie
Zu Beginn des 5. Jahrhunderts v. Chr. lehnte sich die Stadtbevölkerung gegen die Herrschaft der wohlhabenden Gamoroi (auch Geomoroi, „Grundbesitzer“) auf, die einen rechtlich privilegierten aristokratischen Stand bildeten. Der Namensbedeutung zufolge waren die Gamoroi Nachkommen von Personen, denen bei der ursprünglichen Landverteilung bei der Besiedlung Land durch Verlosung zugeteilt worden war. Sie wurden nun aus der Stadt vertrieben. Gelon, der Tyrann von Gela, nutzte die Unruhen, ergriff als Ältester der Deinomeniden die Alleinherrschaft und wurde so 485 v. Chr. erster Tyrann von Syrakus. Er verhalf den Gamoroi zur Rückkehr in die Stadt und versklavte die besitzlose Bevölkerung.
Unter der Herrschaft Gelons wurde Syrakus Hauptstadt von Ostsizilien und dehnte sich weiter aus. Um die Stadtteile Ortygia und Achradina entstanden drei neue Stadtteile: Tyche, Neapolis und auf einer Anhöhe im Nordwesten Epipolai. Um 480 v. Chr. kam es zu einem Krieg zwischen Gelon und den Karthagern. Mit Hilfe seines Schwiegervaters Theron bezwang er die Angreifer in der Schlacht bei Himera. Anlässlich dieses Sieges ließ er auf Ortygia den Athenetempel, um den später die Kathedrale gebaut wurde, und weitere Tempel in Neapolis errichten.

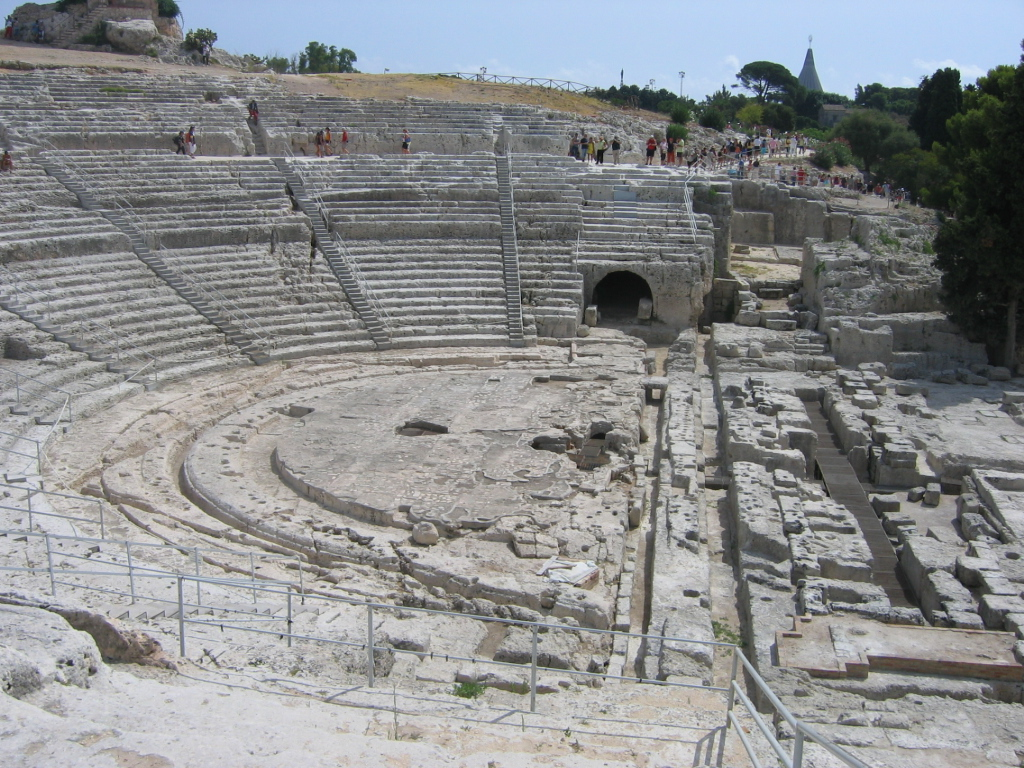
Griechisches Theater

Nach Gelons Tod 478 v. Chr. übernahm sein Bruder Hieron I. die Herrschaft. Er besiegte in der Schlacht von Kyme die Etrusker und baute Syrakus zu einem kulturellen Zentrum aus. Er versammelte Dichter wie Simonides von Keos, Epicharmos, Aischylos und Pindar an seinem Hof und ließ ein Theater errichten, das heute zu den größten Theatern der griechischen Antike zählt. Es bot Platz für 15.000 Zuschauer.
Als Hieron I. um 466 v. Chr. starb, folgte sein jüngerer Bruder Thrasybulos, der jedoch wegen seiner Grausamkeit nach knapp einem Jahr wieder gestürzt wurde. Dieses Ereignis feierte die Stadt von nun an mit einem jährlichen Opferfest zu Ehren des Zeus.
Mit der Entmachtung von Thrasybulos endete die Herrschaft der ersten drei Tyrannen von Syrakus, die sogenannte ältere Tyrannis. Von 466 bis 405 v. Chr. erlebte Syrakus eine Phase der Demokratie, die dem politischen System in Athen glich. In der Ekklesia, der Volksversammlung, wurden Gesetze beschlossen, über Außenpolitik und Militär entschieden und die Staatsbeamten und ein Rat gewählt. Die Standesunterschiede waren damit jedoch nicht aufgehoben. Die maßgebenden Führer entstammten weiterhin einer wohlhabenden Elite. Um 450 v. Chr. gelang es, gemeinsam mit Akragas einen Aufstand des Sikulerfürsten Duketios zu unterdrücken und die Vormachtstellung der Stadt weiter auszubauen. Dem Scherbengericht in Athen entsprach der Petalismós (πέταλον petalon, „Blatt“), zum Beschriften benutzte man statt der Scherben Olivenbaumblätter, nach Diodor umfasste der Verbannungszeitraum nur fünf Jahre.

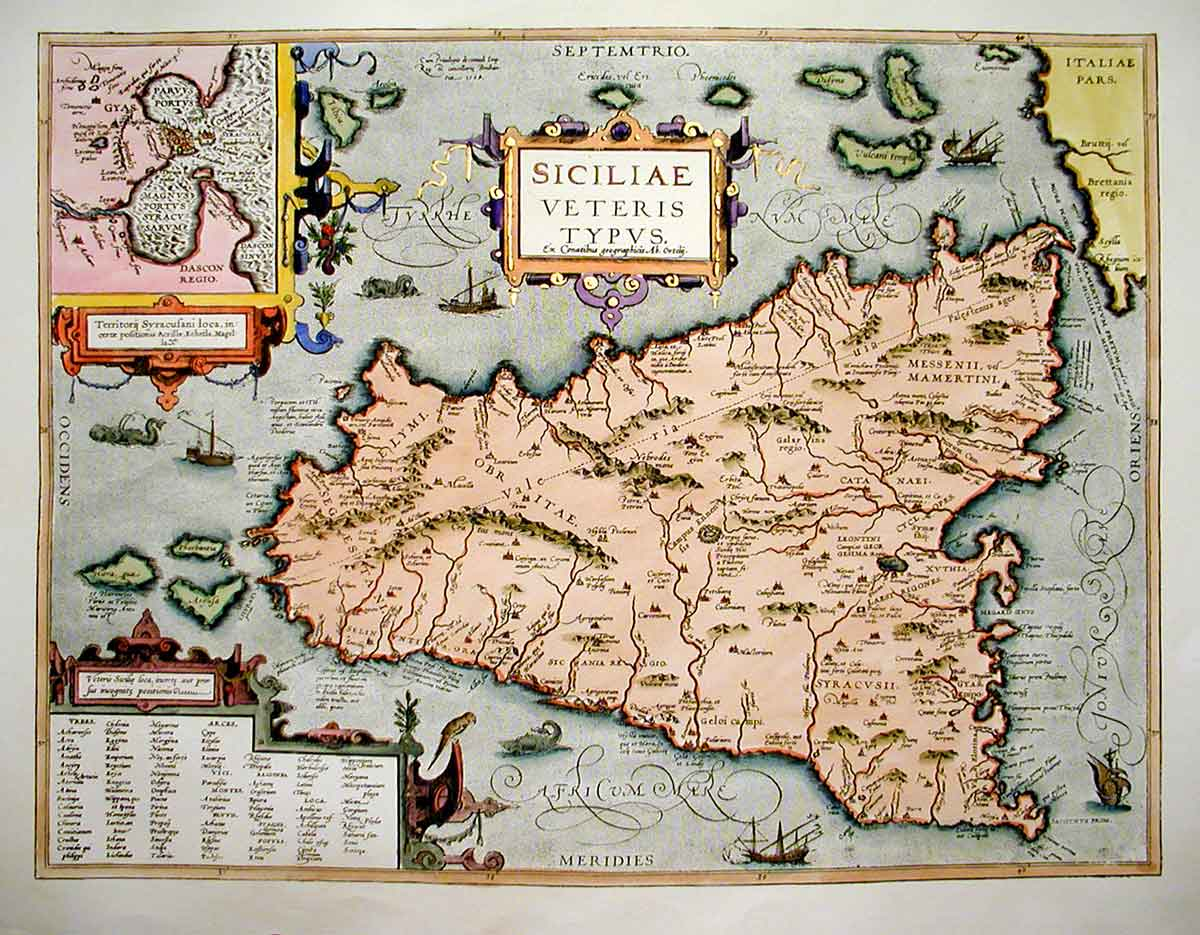
Sizilien und Syrakus im Altertum nach einer Karte des Abraham Ortelius von 1580

Während der Sizilienexpedition von 415 bis 413 v. Chr. belagerte eine Streitmacht aus Athen die Stadt, die jedoch vernichtend geschlagen wurde. 7000 Athener wurden kriegsgefangen und in die Latomien, die antiken Steinbrüche von Syrakus, zur Sklavenarbeit gebracht.

### Jüngere Tyrannis
Mit Dionysios I., der 405 v. Chr. die Macht ergriff, begann die jüngere Tyrannis. Nach mehreren kriegerischen Auseinandersetzungen mit Karthago sicherte er Syrakus durch Friedensverträge und baute die Stadt zur mächtigsten Festung Siziliens aus. Um das Stadtgebiet wurde ein Mauerring errichtet und in dem erhöht gelegenen Stadtteil Epipolai eine große Befestigungsanlage, die Festung Euryalos, erbaut. Zu dieser Zeit hatte Syrakus etwa 125.000 Einwohner.
Dionysios I. dehnte seinen Machtbereich weiter aus. Er gründete neue Städte wie Adranon und Tyndaris und eroberte Rhegion. Nach seinem Tod 367 v. Chr. folgte sein Sohn Dionysios II., ein Verehrer des Philosophen Platon, der zeitweilig aus Syrakus vertrieben, aber erst 344 v. Chr. von Timoleon aus Korinth zur Abdankung gezwungen wurde. Timoleon führte in seiner Funktion als Aisymnet (Streitschlichter) vorübergehend wieder die Demokratie ein.
Nach Timoleons Abdankung 337 v. Chr. kam es in der Stadt zu Unruhen. Bei einem Aufstand 317 v. Chr. gelang es Agathokles, die Macht zu ergreifen. Er trat als Verteidiger der einfachen Bevölkerung gegen den wohlhabenden Adel auf und nahm als erster Tyrann ab 304 v. Chr. den Titel „König von Sizilien“ an. Nach seinem Tod 289 v. Chr. folgten erneut Unruhen und Aufstände und 278 v. Chr. bat Syrakus König Pyrrhos um Unterstützung im Kampf gegen Karthago. Dieser nutzte die Situation und unterwarf fast ganz Sizilien, musste sich jedoch 276 v. Chr. wieder nach Italien zurückziehen.

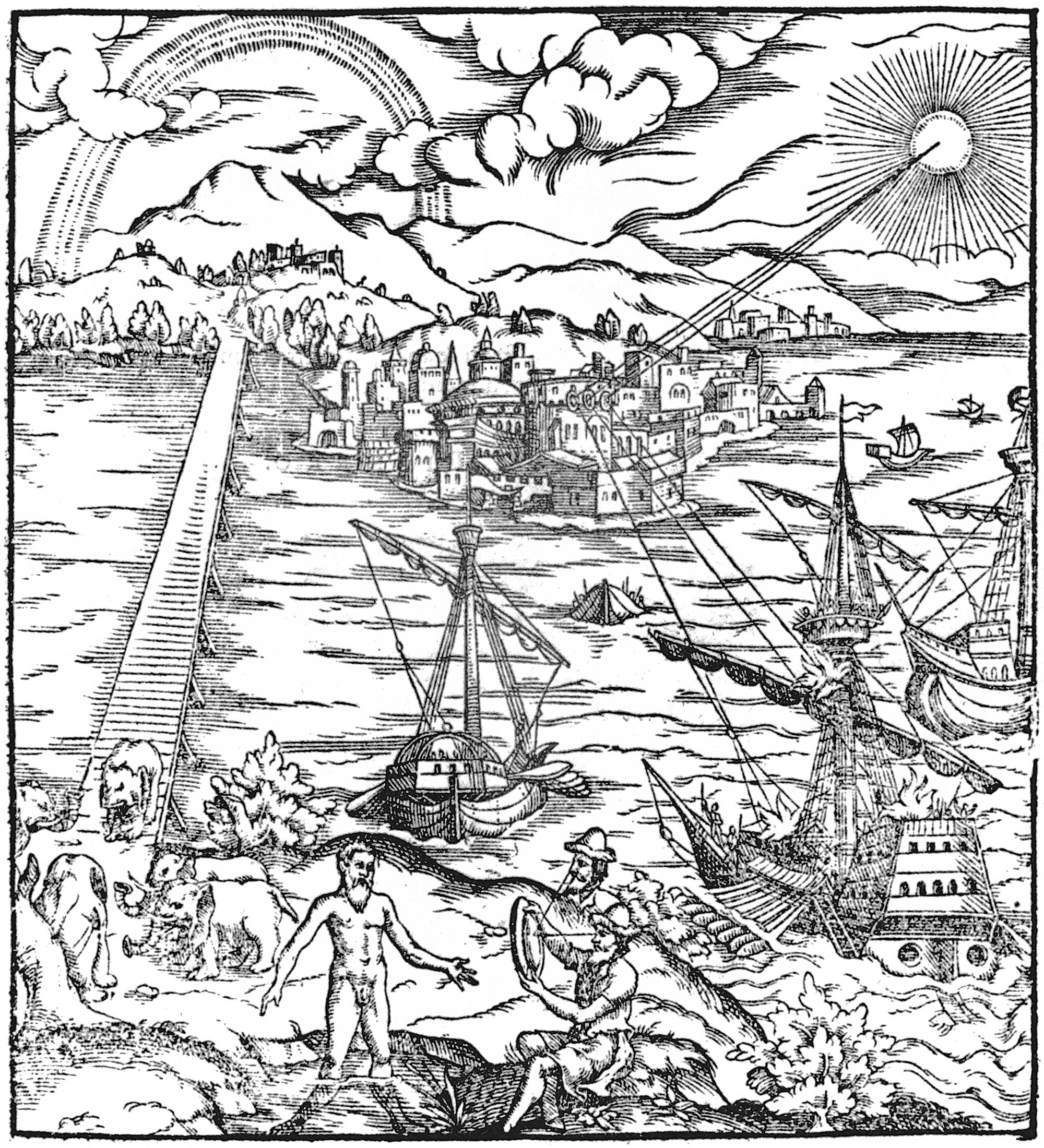
Römische Schiffe werden mit Hilfe von Brennspiegeln in Brand gesetzt

Daraufhin übernahm 275 v. Chr. Hieron II. die Herrschaft in Syrakus und verhalf der Stadt zu einer langen Blütezeit. Er schloss Friedensverträge mit den Römern, die am Ende des Ersten Punischen Krieges die Karthager vertrieben und bis auf Syrakus ganz Sizilien erobert hatten, und sicherte ihnen Getreidelieferungen zu.
Er schuf ein neues Steuergesetz, die Lex Hieronica, förderte Landwirtschaft und Handel und holte Gelehrte wie Archimedes und Künstler wie den Dichter Theokrit an seinen Hof. Er ließ das Theater umbauen und für das jährliche Fest zu Ehren des Zeus einen knapp 200 m langen und über 10 m hohen Opferaltar errichten.
Nach Hierons Tod 215 v. Chr. ergriff sein Enkel Hieronymos die Macht. Dieser wandte sich von Rom ab und stellte sich im Zweiten Punischen Krieg auf die Seite Karthagos. Daraufhin belagerten römische Truppen Syrakus. Archimedes entwickelte eine Reihe von Kriegsmaschinen, um die Stadt zu verteidigen, und setzte angeblich mit Hilfe von Brennspiegeln die Segel römischer Schiffe in Brand. Doch unter der Führung von Marcus Claudius Marcellus gelang es den Römern schließlich 212 v. Chr., die Euryalos-Festung einzunehmen und die Stadt zu erobern.

### Liste der Herrscher

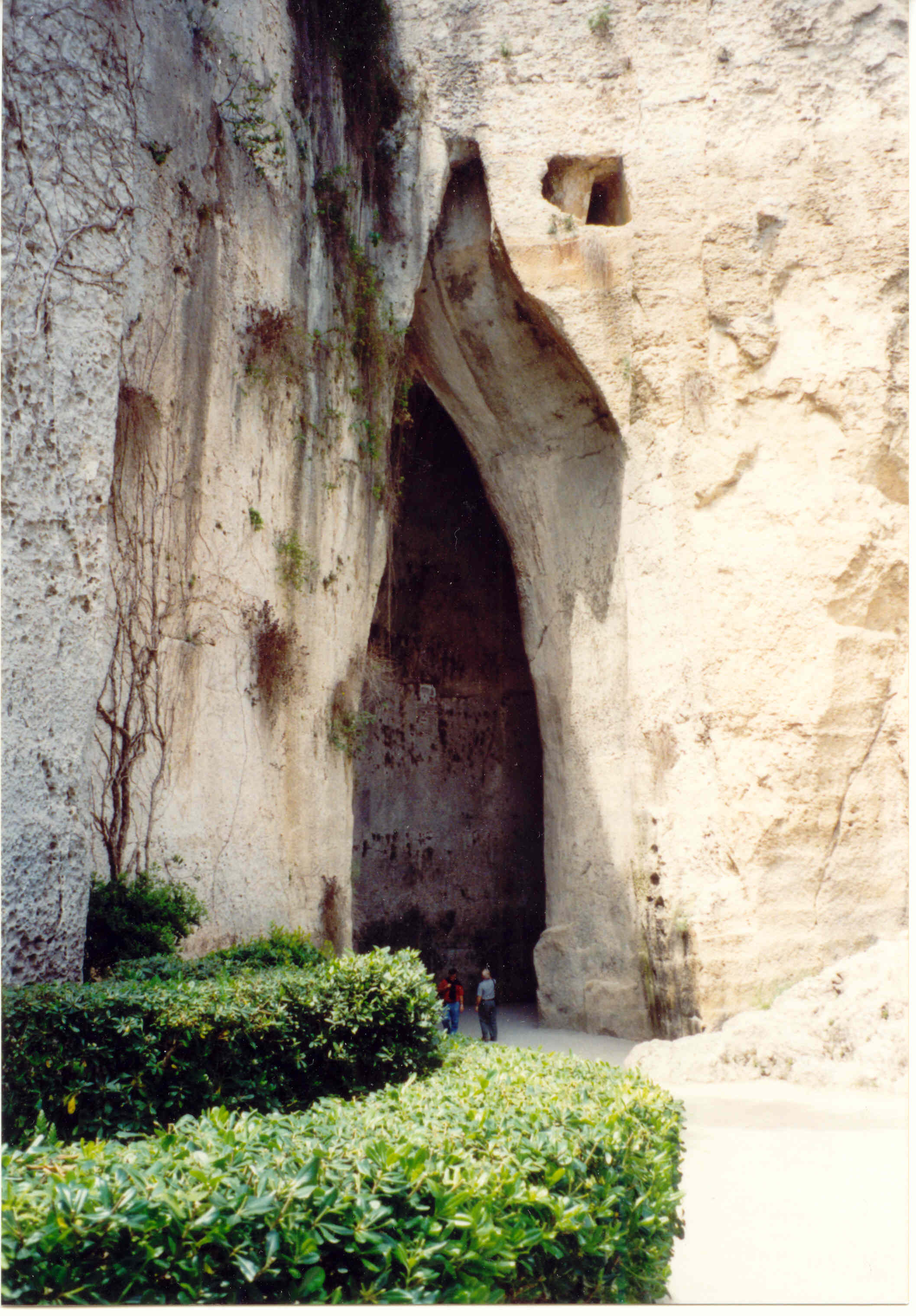
„Ohr des Dionysios“ – Felsenhöhle in den Steinbrüchen

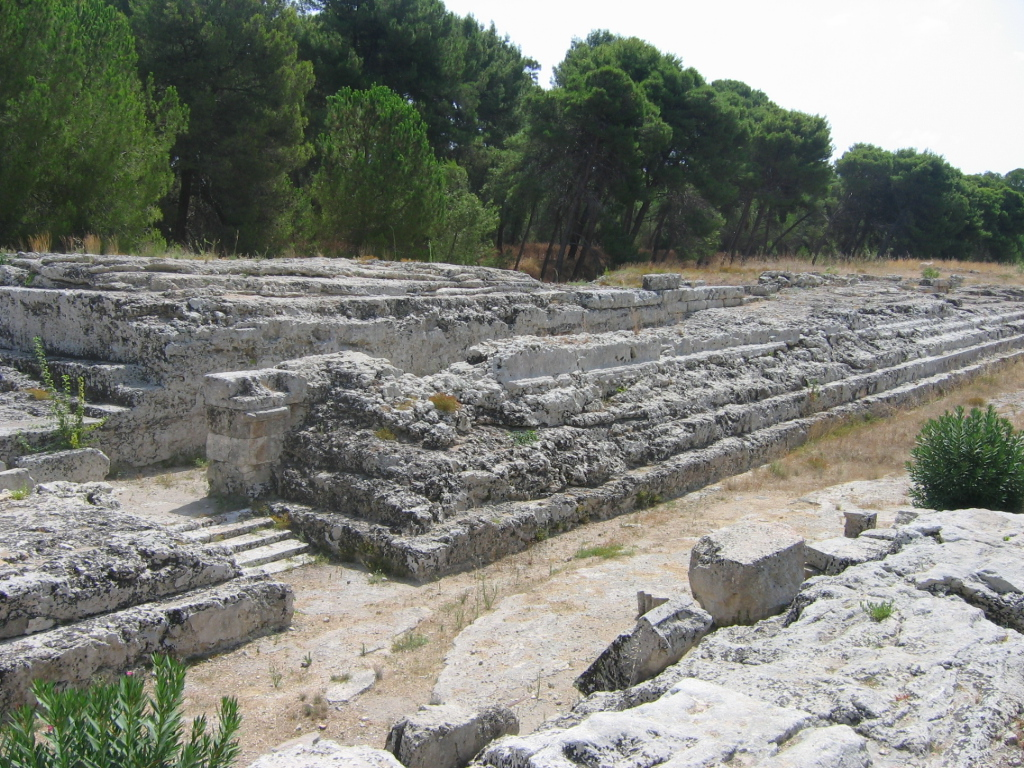
Altar Hierons II.

Die angegebenen Jahreszahlen beziehen sich auf die Regierungszeiten.
- Gelon von Gela (485–478 v. Chr.)
- Hieron I., Gelons Bruder (478–467/466 v. Chr.)
- Thrasybulos, Hierons Bruder (467/466–465 v. Chr.)
- Demokratie (465–405 v. Chr.)
- Dionysios I. (405–367 v. Chr.)
- Dionysios II., sein Sohn (367–357 v. Chr.)
- Dion (357–354 v. Chr.)
  - Kallippos Rivale (354–353 v. Chr.)
  - Hipparinos und Aretaios, Rivalen (353–351 v. Chr.)
- Nysaios (351–347 v. Chr.)
- Dionysios II., zum 2. Mal (347–344 v. Chr.)
- Timoleon als Aisymnet (344–337 v. Chr.)
- Oligarchie (337–317 v. Chr.)
- Agathokles (316–289 v. Chr., ab 304 v. Chr. als König)
- Hiketas (289–280 v. Chr.)
- Toinon (280 v. Chr.)
- Sosistratos (280–277 v. Chr.)
- epirotische Herrschaft (277–275 v. Chr.)
- Hieron II. (275–215 v. Chr., ab 260 v. Chr. als König)
  - Gelon II., Mitregent (240–216 v. Chr.)
- Hieronymos (215–214 v. Chr.)
- Adranodoros (214–212 v. Chr.)
  - Hippokrates, Mitregent (213–212 v. Chr.)
  - Epikydes, Mitregent (213–212 v. Chr.)
- Syrakus wird von der Römischen Republik übernommen

## Römische Antike

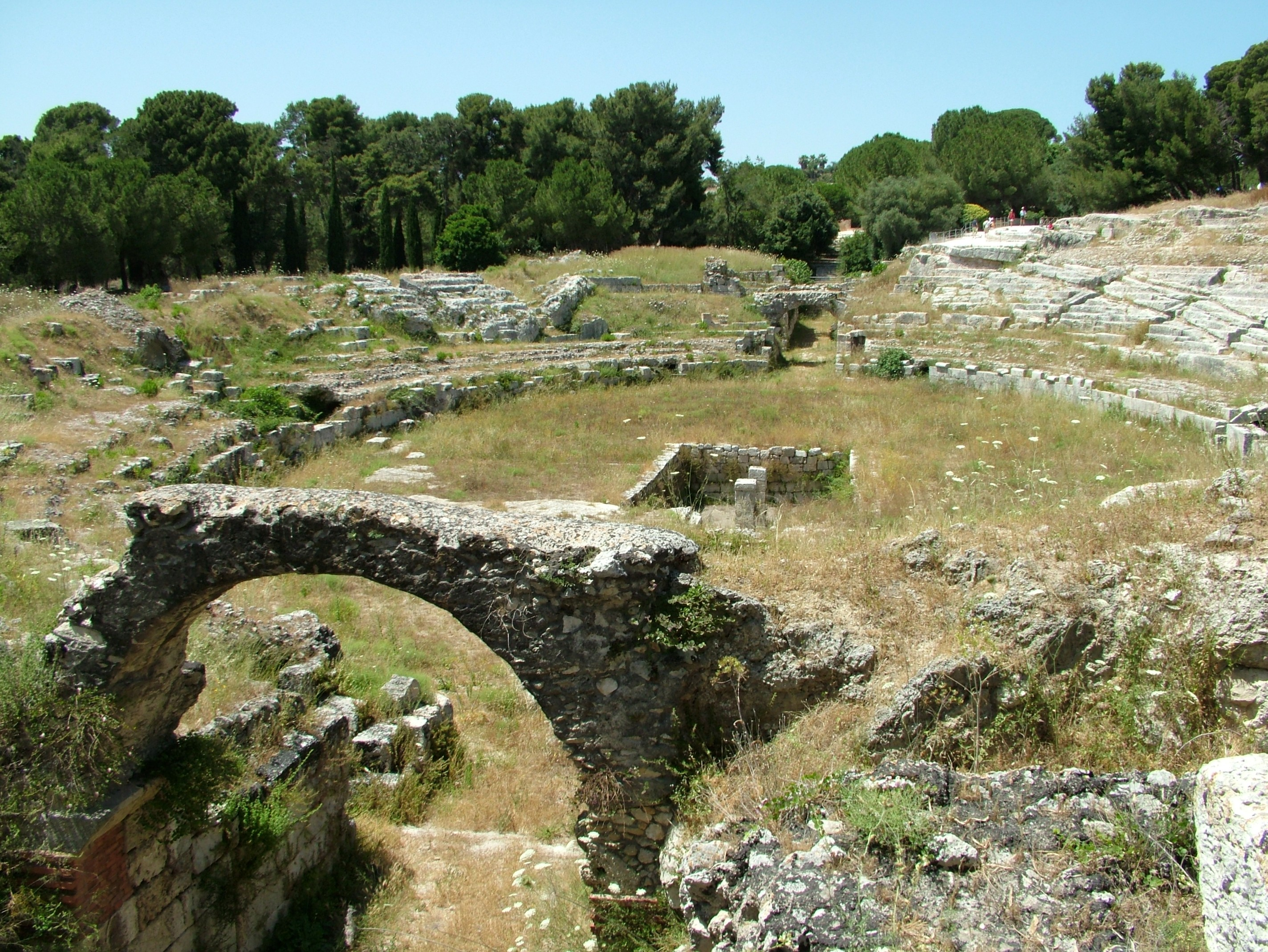
Römisches Amphitheater

Mit der Eroberung von Syrakus war nun ganz Sizilien römisches Herrschaftsgebiet. Es wurde zur ersten römischen Provinz Sicilia mit Syrakus als Provinzhauptstadt und Sitz des Prätors, des Statthalters. Syrakus wurde für den langen Widerstand bestraft und in die schlechteste von vier Kategorien der Städte Siziliens eingeteilt, sodass der gesamte Grund und Boden Rom gehörte und nur gegen Bodenzins zur Verfügung stand. Diesen trieben die Publicani ein.
In den Jahren 73–71 v. Chr. war Gaius Verres der Statthalter, der ganz Sizilien ausplünderte und deshalb von Cicero angeklagt wurde. Verres verwendete noch einen Dolmetscher, um mit der Bevölkerung in der griechischen Sprache zu kommunizieren.
Nach der Legende verbreitete sich das Christentum in Syrakus schon ab dem Jahr 44, als der Apostel Paulus auf seinem Weg nach Rom hier einige Tage verbracht haben soll. Nachweisen lassen sich erste christliche Bestattungen hingegen nicht vor dem 3. Jahrhundert. Um die Grabstätte des heiligen Marcianus, des ersten Bischofs von Syrakus, entstanden ab 315 die Katakomben von Syrakus, die nach den Katakomben von Rom zu den größten unterirdischen Grabanlagen zählen.
Im 3. Jahrhundert wurde ein römisches Amphitheater erbaut. Es konnte mit Wasser gefüllt werden, so dass hier nicht nur Gladiatorenkämpfe stattfanden, sondern auch Seeschlachten nachgestellt wurden.
Nach dem Untergang des Weströmischen Reiches geriet Syrakus um die Mitte des 5. Jahrhunderts unter die Herrschaft der Vandalen und dann der Ostgoten. 535 wurde Sizilien von dem oströmischen Feldherrn Belisar erobert und wieder in das Imperium Romanum eingegliedert. Seit dieser Zeit kam es zu einer erneuten Verbreitung der griechischen Sprache in Ostsizilien, die zuvor vom Lateinischen verdrängt worden war.

## Mittelalter

### Byzantinische Vorherrschaft
Über dreihundert Jahre blieb Syrakus Teil des oströmischen bzw. byzantinischen Reichs und war von 663 an unter Kaiser Konstans II. sogar dessen Regierungssitz, da Konstantinopel von den Arabern bedroht wurde und der Kaiser offenbar in Syrakus eine neue Flotte aufstellen wollte. Sein Nachfolger Konstantin IV. verlegte jedoch 669 die Residenz wieder nach Konstantinopel zurück. Dennoch blieb Syrakus ein bedeutender Stützpunkt der byzantinischen Flotte. Aus dieser Zeit stammt ein jüdisches Mikwe, das älteste in Europa erhaltene Ritualbad.

### Arabische Vorherrschaft
Von 827 an nahmen die Araber schrittweise Sizilien ein. Ein erster Versuch, Syrakus zu erobern, scheiterte daran, dass in der Stadt eine Pestepidemie ausbrach und sich die angreifenden Truppen zurückziehen mussten. 831 fiel Palermo unter die Herrschaft der Araber, und Syrakus verlor seine Vormachtstellung als Hauptstadt Siziliens.
Am 21. Mai 878 gelangte schließlich auch Syrakus unter arabische Herrschaft und blieb bis 1038 ein Zentrum des Islam in Italien. Araber drangen in die Stadt ein, töteten die meisten Bewohner, plünderten die Häuser und steckten sie in Brand. Die Kathedrale von Syrakus, die im 7. Jahrhundert um den einstigen Athenetempel errichtet worden war, diente nun als Moschee. Die überlebende christliche Bevölkerung konnte nach eigenen religiösen Regeln leben, musste aber Abgaben zahlen.
Die Vorherrschaft der Araber in Syrakus endete im Jahr 1038, als der byzantinische General Georg Maniakes die Stadt eroberte und auf Ortygia das später so genannte Castello Maniace errichten ließ.

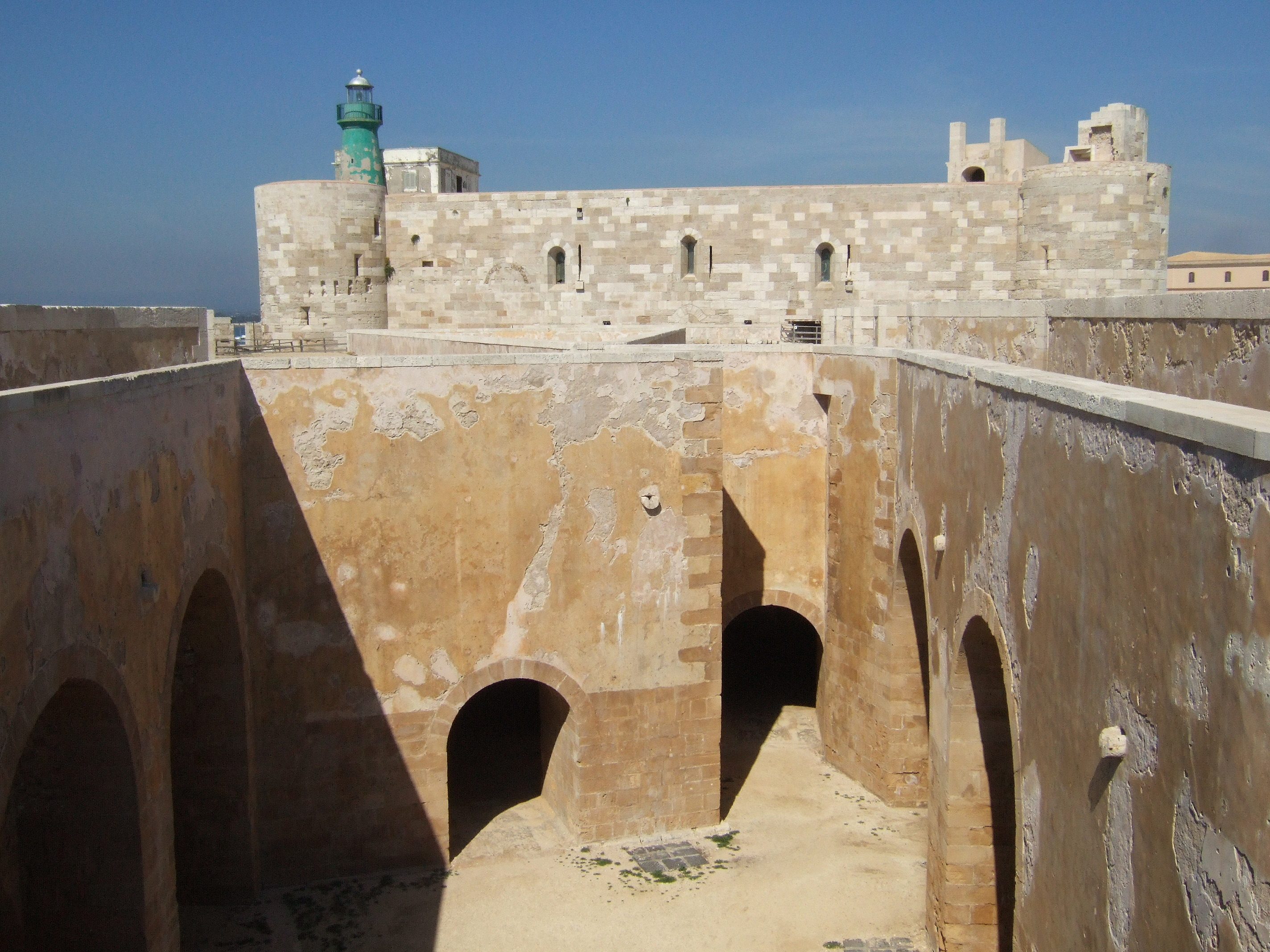
Castello Maniace

### Normannen und Staufer
Die erneute byzantinische Herrschaft endete nach nicht einmal 50 Jahren: 1086 fiel Syrakus nach langer Belagerung durch Roger I. unter normannische Herrschaft. Unter ihm und seinem Nachfolger Roger II. blühte der katholische Glaube wieder auf. Syrakus wurde erneut Bistum und viele Kirchenbauten erweitert und umgestaltet. Die außerhalb der Stadt liegenden Klöster wie Santa Lucia wurden restituiert. Der bedeutendste Bischof war der gebürtige Brite Richard Palmer (1157–1183). Bis zum Ende des 12. Jahrhunderts war die Mehrheit der Bevölkerung muslimisch. Die griechischen Klöster bestanden fort, auch gab es eine starke jüdische Minderheit mit bis zu 25 % der Bevölkerung, die sich vor allem im Handel engagierte. Eine der zwölf Synagogen bestand in der heutigen Kirche San Giovanni Battista. Die Christenzahl vermehrte sich durch Zuzug aus Galloitalien, wie auch die Sprachgeschichte erweist, und schuf so neue Konflikte mit den Muslimen.
Nach einer kurzen Phase der genuesischen Herrschaft übernahm 1221 Kaiser Friedrich II. aus dem Haus der Staufer die Stadt. Er ließ das Castello Maniace als komfortvolle Residenz umbauen sowie den Bischofspalast und den Palazzo Bellomo errichten, im Hafen Lagerhäuser für den Zoll. Ab ca. 1223 wurden Tausende Muslime aus Sizilien nach Apulien deportiert, der Rest folgte nach einem Aufstand 1245/46, nachdem die Berghöhen durch Graf Richard von Caserta erobert waren, wohin die Kämpfer sich zurückgezogen hatten. In der Umgebung von Syrakus betraf dies den Bezirk Val di Noto.
1266 gelangte Syrakus zunächst unter die Herrschaft von Anjou, dann durch die Sizilianische Vesper 1282 unter die von Aragon und blieb unter spanischer Abhängigkeit bis 1713. Mit der grausamen Zerstörung Luceras um 1300 durch Karl II. von Anjou trat die muslimische Prägung Süditaliens einschließlich Siziliens endgültig zurück. Ab etwa 1300 begannen auch stärkere Verfolgungen und die Ghettoisierung der Juden, sogar ein Abzeichen mussten sie tragen. Wegen des Alhambra-Edikts und der Inquisition mussten 1492 alle Juden den spanischen Herrschaftsbereich verlassen, auch in Sizilien. Bis zu 5.000 Juden sollen Syrakus in Richtung Süditalien verlassen haben. In Neapel waren sie allerdings wenig willkommen, weil ihnen eine Pestepidemie 1494 zugeschrieben wurde. Darauf gingen viele in das Osmanische Reich. Einige blieben als Marranen oder Kryptojuden.

## Neuzeit

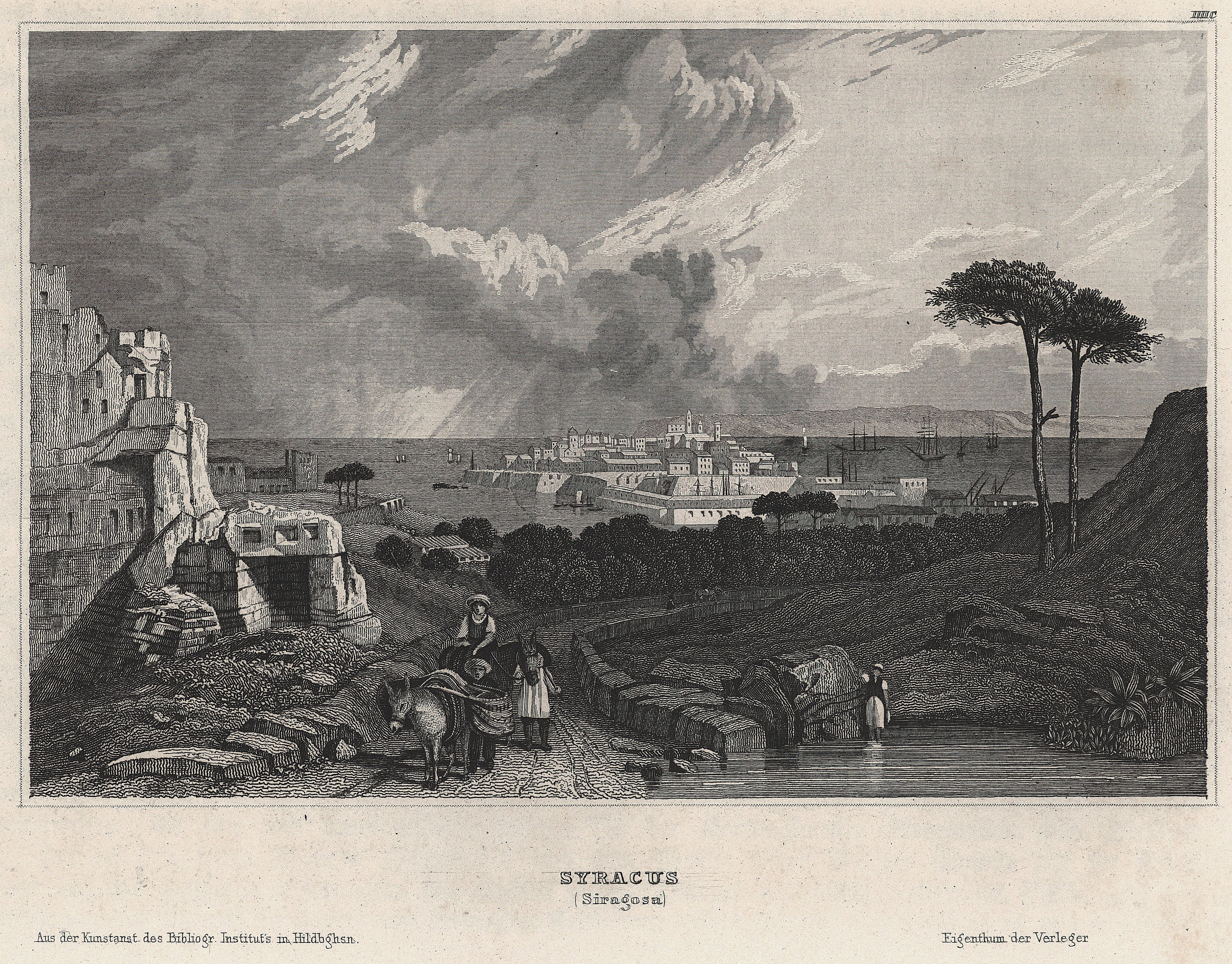
Blick auf Syrakus Mitter der 1830er Jahre

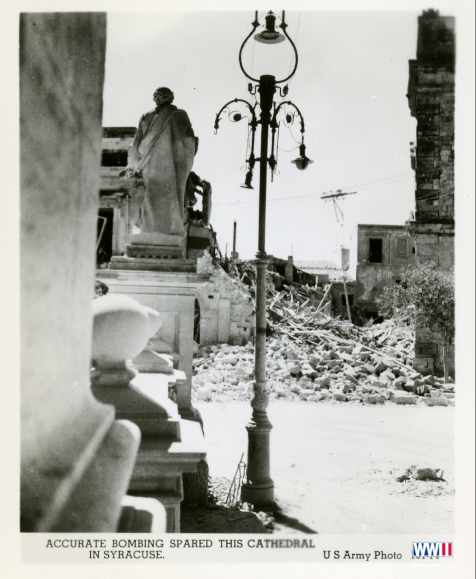
Domplatz 1943 nach der Bombardierung

### Erdbeben von 1693 und wirtschaftliche Stagnation
1693 verheerte den Val di Noto ein Erdbeben, das auch Syrakus traf. Viele Gebäude wie die Kathedrale der Stadt, weitere Kirchengebäude und Paläste wurden danach im Stil des Barocks wiederaufgebaut. Gotische Reste bestehen noch im Palazzo Montalto und dem Museo di palazzo Bellomo aus dem 14./15. Jahrhundert. Sonst dominiert der Sizilianische Barock, den der in Syrakus geborene Baumeister Rosario Gagliardi prägte. Ein Beispiel ist der Palazzo del Vermexio, Sitz der Kommunalverwaltung. Spätere Rokokopaläste sind der Palazzo Beneventano del Bosco und der Erzbischöfliche Palast.
Politisch kam Syrakus ab 1713 an Savoyen, ab 1720 an die Habsburger und ab 1735 an die spanischen Bourbonen mit Neapel als Zentrum. In Sizilien bestand eine extensive Landwirtschaft (Weizen, Viehwirtschaft) mit nur geringer Innovation wie dem Oliven- oder Weinanbau. Die Grundbesitzer lebten in den Städten und bezogen selbstzufrieden ihre Grundrenten, wenige wollten einen liberalen Aufbruch. Aufgrund der Misswirtschaft der Bourbonen kam es aber immer wieder zu Unruhen und 1848 als Teil der europäischen Revolutionen zu einem breiten Aufstand in ganz Sizilien. Nach der gewaltsamen Niederschlagung durch die Truppen Ferdinands II. unter General Carlo Filangieri musste Syrakus die Rolle als regionale Hauptstadt an Noto abtreten. Alle politisch Verdächtigen wurden hart verfolgt.

### Italienische Einheit und Aufbruch über Eisenbahn und Hafen
Erst nach der Vereinigung mit Italien im Jahr 1861 wurde Syrakus 1865 wieder zur regionalen Hauptstadt erklärt. Von 1870 an wurden die alten Stadtmauern abgetragen und der Ponte Nuovo, eine neue Brücke zwischen Ortygia und dem Festland, errichtet. Der Archimedesplatz, Mittelpunkt Ortygias, erhielt durch den Artemisbrunnen sein heutiges Aussehen. Durch den Bau einer Eisenbahnlinie von Messina über Catania nach Syrakus entstanden der Zentralbahnhof und der Bahnhof am Hafen.
Wirtschaftlicher Aufschwung setzte zu Beginn des 20. Jahrhunderts ein, als sich die Hafenstadt als strategisch günstig gelegen für die italienischen Kolonien in Nord- und Ostafrika und die Kriegsführung erwies.
Im Zweiten Weltkrieg wurde die Stadt Opfer der Bombenangriffe der Alliierten. Am 9./10. Juli 1943 besetzten die Alliierten die Stadt durch die Operation Ladbroke (selbst Teil der Operation Husky). Zuerst übernahm das Hauptquartier von AMGOT, der alliierten Militärregierung, die Kontrolle über Sizilien. In der Nähe von Cassibile im Bezirk Santa Teresa Longarini (wenige Kilometer vom südlichen Eingang von Syrakus entfernt) schlossen Italien und die Alliierten am 3. September 1943 heimlich den Waffenstillstand, der erst durch die Badoglio-Proklamation vom 8. September 1943 öffentlich wurde. Später wurde der Syracuse War Cemetery in einem Vorort für die gefallenen Engländer errichtet (neben dem Syracuse Monumental Cemetery).
Nach dem Krieg expandierte Syrakus vor allem wegen der Petrochemie. Während auf dem Festland neue Wohnsiedlungen und im Norden der Stadt große Industriegebiete entstanden, drohte die Altstadt auf Ortygia zu verfallen, denn die Bewohner zogen um in die modernen Wohnviertel am Stadtrand. Erst von 1990 an wurde die Altstadt durch umfangreiche Sanierungs- und Restaurierungsarbeiten wieder aufgewertet und zum Touristenzentrum belebt.
Die Lakrimation eines Marienbildnisses (das das Unbefleckte Herz Mariens darstellt) wurde 1953 wahrgenommen, ein Ereignis, das die römisch-katholische Kirche später für ein Wunder erklärte. Am 5. und 6. November 1994 kam Papst Johannes Paul II. in die Stadt, um das Heiligtum der Madonna delle Lacrime einzuweihen. Er warnte vor dem Verlust der Nähe zur Kirche im traditionell tiefgläubigen Sizilien.

### Syrakus heute
Heute ist Syrakus mit rund 123.000 Einwohnern Siziliens viertgrößte Stadt sowie eines der wirtschaftlichen und touristischen Zentren.
2005 erklärte die UNESCO Syrakus zusammen mit der Nekropolis von Pantalica zum Weltkulturerbe. In der Begründung heißt es: „Die Gruppe von Bauwerken und archäologischen Stätten, die in Syrakus liegen (von dem Kern auf Ortigia bis zu den Überresten, die über den gesamten Stadtbereich verstreut sind), ist das beste Beispiel einer hervorragenden architektonischen Leistung, die verschiedene kulturelle Aspekte umspannt (griechisch, römisch, Barock). Das antike Syrakus war direkt mit Ereignissen, Ideen und literarischen Werken von hervorragender weltweiter Bedeutung verbunden.“
Die antiken Bauwerke und Fundstücke befinden sich größtenteils auf Ortygia sowie im Parco Archeologico della Neapolis und im archäologischen Regionalmuseum von Syrakus.
Zu den ungelösten Problemen gehört der Einfluss der Mafia in ganz Sizilien und in Syrakus.